# Alveopora catalai
Alveopora catalai е вид корал от семейство Poritidae. Видът е почти застрашен от изчезване.

## Разпространение и местообитание
Разпространен е в Австралия, Британска индоокеанска територия, Вануату, Виетнам, Индия, Индонезия, Кирибати, Малайзия, Малдиви, Маршалови острови, Мианмар, Микронезия, Науру, Нова Каледония, Палау, Папуа Нова Гвинея, Провинции в КНР, Сингапур, Соломонови острови, Тайван, Тайланд, Тувалу, Фиджи, Филипини, Шри Ланка и Япония.
Среща се на дълбочина от 2 до 37,5 m, при температура на водата около 25,6 °C и соленост 35,2 ‰.